# Stockholm, Pennsylvania
Stockholm, Pennsylvania is een Amerikaanse film uit 2015, geschreven en geregisseerd door Nikole Beckwith. De film ging in première op 23 januari op het Sundance Film Festival in de U.S. Dramatic Competition.

## Verhaal
Leia, een jonge vrouw werd 17 jaar geleden ontvoerd toen ze pas vijf jaar oud was. Haar ontvoerder Ben had haar verteld dat het leven in de wereld buiten onmogelijk was geworden. Nadat ze vrijgekomen is, wordt ze herenigd met haar ouders Marcy en Glen van wie ze totaal vervreemd is. Ze ondervindt grote problemen met deze situatie omdat ze immers 17 jaar lang totaal afhankelijk was van Ben.

## Rolverdeling
| Acteur           | Personage |
| ---------------- | --------- |
| Saoirse Ronan    | Leia      |
| Cynthia Nixon    | Marcy     |
| Jason Isaacs     | Glen      |
| David Warshofsky |           |